# Vällingby församling
Vällingby församling är en församling i Spånga kontrakt i Stockholms stift. Församlingen ligger i Västerort i Stockholms stad i Stockholms län och utgör ett eget pastorat. Geografiskt motsvarar den Stockholmsstadsdelarna Grimsta, Kälvesta, Nälsta, Råcksta, Vinsta och Vällingby. 

## Administrativ historik
Församlingen bildades 1974 genom en utbrytning ur Spånga församling efter att varit eget kyrkobokföringsdistrikt där från 1966. Församlingen utgör efter utbrytningen ett eget pastorat. 
Församlingen har i perioder tidigare haft borgerlig majoritet i kyrkofullmäktige, men i kyrkovalet 2013 fick socialdemokraterna egen majoritet och kunde tillsätta kyrkorådets ordförande.

## Areal
Vällingby församling omfattade den 1 januari 1976 en areal av 10,5 kvadratkilometer, varav 9,8 kvadratkilometer land.

## Kyrkobyggnader
- Sankt Tomas kyrka
- Råcksta kapellkrematorium